# Plagiognathus amorphae
Plagiognathus amorphae är en insektsart som först beskrevs av Knight 1930.  Plagiognathus amorphae ingår i släktet Plagiognathus och familjen ängsskinnbaggar. Inga underarter finns listade i Catalogue of Life.